# Josef Dobler

Josef Hornsepp Dobler beim Kontrabassspiel.

Josef Dobler sen. (* 15. Februar 1925 in Schwende AI; † 25. Juli 2008 in Appenzell, heimatberechtigt ebenda; Spitzname: Hornsepp) war ein Schweizer Volksmusiker und Bauernmaler aus dem Kanton Appenzell Innerrhoden. 1995 erhielt er den Innerrhoder Kulturpreis.

## Leben und Wirken
Josef Dobler wuchs in einfachen Verhältnissen in einer Kleinbauernfamilie auf der Liegenschaft Horn oberhalb von Schwende auf. Ihr verdankt er seinen Spitznamen Hornsepp, den er zeitlebens trug. Nach dem Besuch der Primarschule arbeitete er auf dem elterlichen Gut mit. Einen eigenen Bauernhof übernahm er 1951 in Weissbad. Er heiratete drei Jahre später Mathilde Koller; der Verbindung entsprossen sieben Kinder.
Mit fünfzehn Jahren erlernte Josef Dobler das klassische Geigespiel bei Josef Signer. Von Josef Franzsepp Inauen lernte er die Spielart der Appenzeller Volksmusik. Als Autodidakt brachte sich Dobler auch das Spiel mit Kontrabass, Cello und Hackbrett bei. Der erste öffentliche Auftritt erfolgte mit 18 Jahren. In der Folge trat Josef Dobler jahrzehntelang mit immer wieder wechselnden Formationen und Künstlern auf, so mit der Streichmusik Edelweiss, Trogen, mit der Streichmusik Alder, Urnäsch oder mit der eigenen Kapelle Hornsepp. Josef Dobler spielte in der Originalbesetzung der Appenzeller Streichmusikformation, aber ebenso in Variationen davon. Er trat auch in Formationen des Nachbarkantons Appenzell Ausserrhoden auf und betonte stets das Gemeinsame der Appenzeller Volksmusik.
In den 1960er-Jahren war Josef Dobler zeitweise der letzte volkstümliche Streichmusiker in Appenzell Innerrhoden. Er setzte sich in der Folge für den Musikunterricht von Jugendlichen ein und gründete eine «Buebestriichmusig», «Goofestrichmusig» und «Meedlestriichmusig» (Knaben-, Kinder- und Mädchenstreichmusik). Ausserdem erteilte er Instrumentalunterricht, der ab 1974 durch die Stiftung Pro Innerrhoden gefördert wurde. Vor allem durch Josef Doblers Anstoss erlebte die Streichmusik in Appenzell Innerrhoden eine Renaissance, er erhielt deshalb in der Folge den Titel «Retter der Innerrhoder Streichmusik».
Als Komponist sind von Josef Dobler über hundert volksmusikalische Werke, darunter zwei Messen, erhalten. Zahlreiche von ihnen wurden auf Schallplatte veröffentlicht. Dobler betätigte sich ausserdem als Kunstmaler im Stil der naiven Appenzeller Bauernmalerei. 1993 wurde er von seinem Heimatbezirk Schwende mit einem Galakonzert geehrt. Für seine Verdienste in der Jugendförderung folgte zwei Jahre später die Verleihung des Innerrhoder Kulturpreises durch die kantonale Stiftung Pro Innerrhoden. Josef Dobler verstarb im Alter von 83 Jahren. Sein Nachlass wird im Roothuus Gonten – Zentrum für Appenzeller und Toggenburger Volksmusik aufbewahrt.